# Pont de Manosque
Le pont de Manosque était un pont suspendu, permettant de franchir la Durance, sur les communes de Manosque, Gréoux-les-Bains et Valensole.

## Historique

### Les deux premiers ponts
Un premier pont suspendu est construit en 1838-1843, mais il est emporté par la crue millénale de novembre 1843 quelques jours avant son inauguration. Sa reconstruction est achevée en 1847. Il est restauré une première fois en 1891. Financé par le trésor royal et garanti par le péage (payé jusqu’en 1882), il mesure 200 m de long et 5 de large.

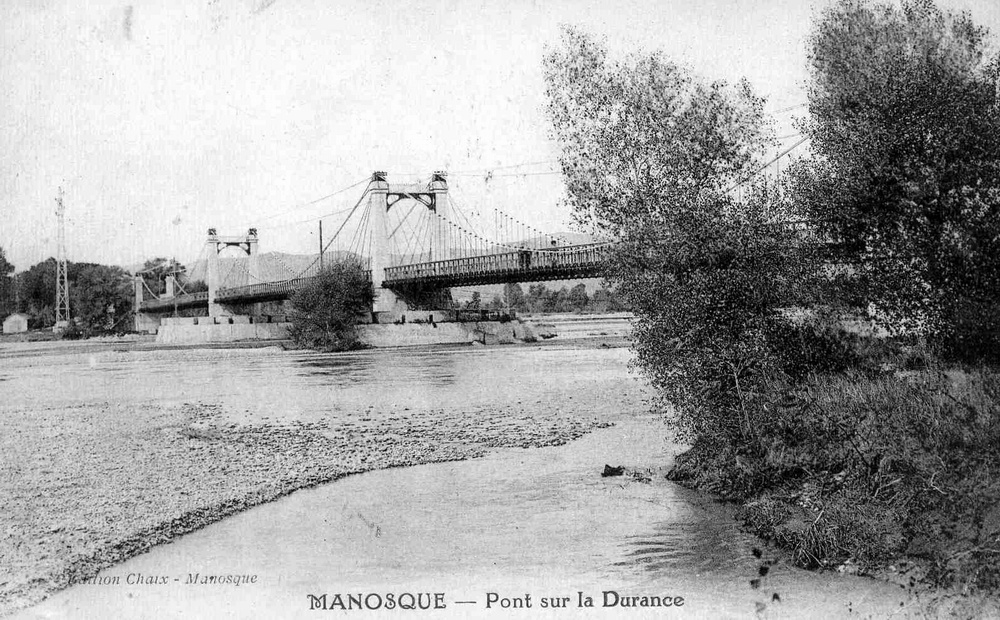
Le deuxième pont vers 1900

### Le second pont
Il est remplacé par un nouveau pont en 1939, dont le service prit fin en 2019, portant une travée de 205 m, pour une largeur de 6 m, avec deux trottoirs. Il a été endommagé par des bombardements de la Luftwaffe en 1944 ; certains câbles ont été changés en 1956, d’autres en 1989.

### Le nouveau pont
Depuis les années 2010, de multiples études ont été demandées par le conseil départemental des Alpes-De-Haute-Provence et la ville de Manosque pour procéder à la construction d'un nouveau pont, l'actuel étant en mauvais état. Il présentait en effet des risques de corrosions et était trop étroit.
En 2016, il est décidé de construire un nouveau pont en amont de l'actuel. Les travaux débutèrent en Juin 2017.
Le pont ouvre le 2 août 2019. Il possède deux vois pour les véhicules motorisés ainsi qu'une voie réservée aux piétons et aux cyclistes. Il est long de 220m, large de 12,60 mètres et forme un léger virage. Les travaux continuèrent jusqu'en 2020 de manière à détruire le pont suspendu. Tout cela coûta 17 millions d'euros.